# Melissoptila richardiae
Melissoptila richardiae är en biart som beskrevs av Bertoni och Carlos Schrottky 1910. Melissoptila richardiae ingår i släktet Melissoptila och familjen långtungebin. Inga underarter finns listade i Catalogue of Life.